# Kúvingafjall
Kúvingafjall (830 moh.) er et fjeld på Kunoy på Færøerne.
Fjeldet er det højeste på Kunoy og Færøernes fjerde højeste.